# Koekoeksbloemmeeldraadbrand
De koekoeksbloemmeeldraadbrand (Microbotryum lychnidis-dioicae) is een schimmel die behoort tot de familie Microbotryaceae. Hij tast dagkoekoeksbloem en zeepkruid aan.

## Kenmerken
De bloem gaat te vroeg open. De meeldraad verkort en zwelt op. Helmhokjes worden donkerbruin en violetkleurig. 

## Verspreiding
Koekoeksbloemmeeldraadbrand komt voor in Europa (Duitsland, Groot-Brittannië, Litouwen, Italië, Frankrijk, Oostenrijk, Finland, Denemarken, Zwitserland, Spanje, Polen, Tsjechië, België, Estland, Oekraïne, Wit-Rusland, Roemenië, Hongarije, Letland, Noorwegen, Slovenië), Noord-Amerika (VS) en enkele landen in Azië (Rusland). 

## Foto's

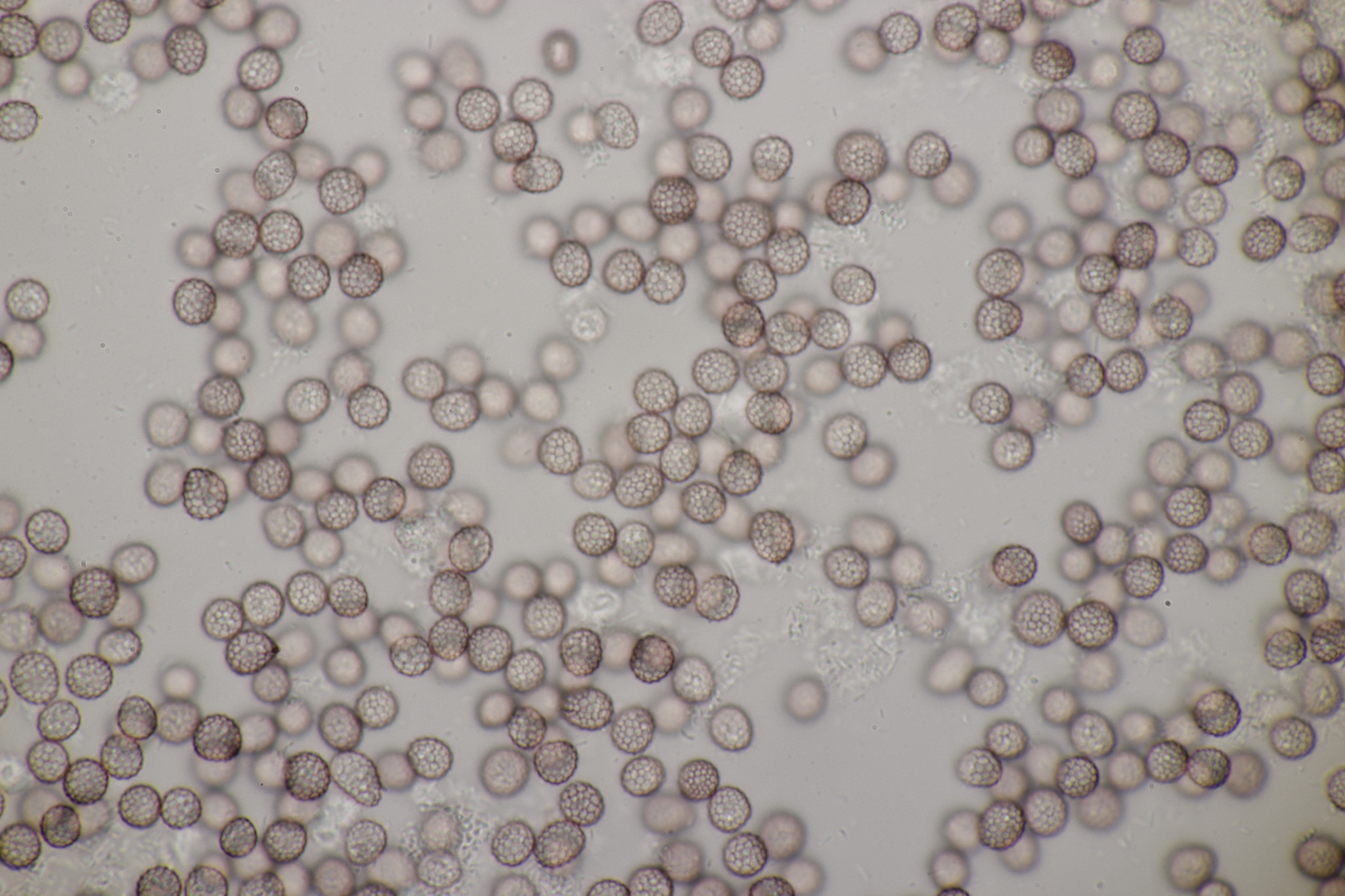
Sporen